# Grand Prix-wegrace van de Verenigde Staten 1964
De Grand Prix-wegrace van de Verenigde Staten 1964 was de eerste race van het wereldkampioenschap wegrace-seizoen 1964. De races werden verreden op 2 februari op de Daytona International Speedway in Daytona Beach, Florida. Aan de start kwamen de 50cc-klasse, de 125cc-klasse, de 250cc-klasse en de 500cc-klasse.

## Algemeen
Honda liet haar fabrieksteam thuis omdat het vond dat de Amerikaanse Grand Prix te vroeg in het jaar viel. Ook de meeste privérijders bleven thuis vanwege de hoge reiskosten. Voor aanvang van de race reed Mike Hailwood met zijn MV Agusta 500 4C een nieuw snelheidsrecord van 239,1 km/h op de oval van Daytona. Hij verbeterde daarmee het record dat Bob McIntyre in 1957 met de Gilera 500 4C op de kombaan van Monza gereden had. De tribunes bleven overigens leeg. Het Amerikaanse publiek, gewend aan het AMA-kampioenschap, was niet geïnteresseerd in de "Europese" manier van racen.

## 500cc-klasse
Hoewel het Scuderia Duke Gilera-project was beëindigd, zag Gilera toch nog kansen om punten te scoren in de 500cc-klasse. De Argentijn Benedicto Caldarella kreeg een Gilera 500 4C en hij kon aanvankelijk Mike Hailwood redelijk volgen. Uiteindelijk ging Caldarella's versnellingsbak stuk en moest hij opgeven. Daardoor werd Phil Read tweede en John Hartle derde. Beiden waren inmiddels weer privérijder geworden en liepen twee ronden achterstand op.
| Pos | Nr. | Coureur          | Merk      | Ronden | Tijd       | Grid | Pnt |
| --- | --- | ---------------- | --------- | ------ | ---------- | ---- | --- |
| 1e  | 1   | Mike Hailwood    | MV Agusta | 41     | 1:16"09'0  | 1e   | 8   |
| 2e  |     | Phil Read        | Matchless | 39     | + 2 ronden | 3e   | 6   |
| 3e  |     | John Hartle      | Norton    | 39     | + 2 ronden | 4e   | 4   |
| 4e  |     | Mike Duff        | Norton    | 39     | + 2 ronden |      | 3   |
| 5e  |     | Paddy Driver     | Matchless | 39     | + 2 ronden | 5e   | 2   |
| 6e  |     | Buddy Parriott   | Norton    | 39     | + 2 ronden |      | 1   |
| 7e  |     | George Rockett   | BMW       |        |            | 16e  |     |
| 8e  |     | Ed Labelle       | Norton    |        |            |      |     |
| 9e  |     | Brian Davis      | AJS       |        |            |      |     |
| 10e |     | Charles Williams | Triumph   |        |            |      |     |
| 11e |     | Paul Whitaker    | Norton    |        |            |      |     |
| 12e |     | Joe Tillman      | BSA       |        |            |      |     |

| Coureur              | Merk      | Grid | Oorzaak         |
| -------------------- | --------- | ---- | --------------- |
| Benedicto Caldarella | Gilera    | 2e   | Versnellingsbak |
| Jorge Kissling       | Norton    | 6e   |                 |
| Jack Findlay         | Matchless |      |                 |
| Alan Shepherd        | Matchless |      |                 |
| Dave Degens          | Matchless |      |                 |
| Fred Simone          | BMW       |      |                 |
| Jeff Hoff            | Honda     |      |                 |
| John McLaughlin      | Norton    |      |                 |
| John Nash            | Triumph   |      |                 |
| Kurt Leibmann        | BMW       |      |                 |
| Peter J. Bosarge     | Honda     |      |                 |
| Scott Williams       | Matchless |      |                 |
| Tom Stuart           | BMW       |      |                 |
| Tony Murphy          | Honda     | 9e   |                 |
| Wester Cooley Sr.    | Norton    |      |                 |

| Coureur             | Merk      | Oorzaak     |
| ------------------- | --------- | ----------- |
| Jack Ahearn         | Norton    | Privérijder |
| Gyula Marsovszky    | Matchless | Privérijder |
| Walter Scheimann    | Norton    | Privérijder |
| Billy McCosh        | Matchless | Privérijder |
| Chris Conn          | Norton    | Privérijder |
| Derek Minter        | Norton    | Privérijder |
| Derek Woodman       | Matchless | Privérijder |
| Dick Creith         | Norton    | Privérijder |
| Fred Stevens        | Matchless | Privérijder |
| Griff Jenkins       | Norton    | Privérijder |
| Lewis Young         | Matchless | Privérijder |
| Rob Fitton          | Norton    | Privérijder |
| Remo Venturi        | Bianchi   |             |
| Morrie Low          | Norton    | Privérijder |
| Nikolaj Sevast'ânov | Vostok    | Oostblok    |

## 250cc-klasse
Niet alleen Honda ontbrak aan de start van de 250cc-race. Na een ongeval weigerde Tarquinio Provini (Benelli) te starten, Yamaha trok Phil Read terug en Suzuki liet Frank Perris, Bert Schneider en Mitsuo Itoh niet starten. Alan Shepherd won met de MZ RE 250 en achter hem finishten vrijwel alleen lokale coureurs: Ron Grant (een naar de VS geëmigreerde Brit) en Bo Gehring kwamen op ruime achterstand op het podium.
| Pos | Coureur        | Merk    | Tijd       | Pnt |
| --- | -------------- | ------- | ---------- | --- |
| 1   | Alan Shepherd  | MZ      | 53"01'0    | 8   |
| 2   | Ron Grant      | Parilla | + 1 ronde  | 6   |
| 3   | Bo Gehring     | Bultaco | + 2 ronden | 4   |
| 4   | George Rockett | Ducati  | + 2 ronden | 3   |
| 5   | Joe Dunphy     | Greeves | + 3 ronden | 2   |
| 6   | Douglas Brown  | Ducati  | + 3 ronden | 1   |

| Coureur           | Merk    | Oorzaak |
| ----------------- | ------- | ------- |
| Bert Schneider    | Suzuki  | Protest |
| Frank Perris      | Suzuki  | Protest |
| Phil Read         | Yamaha  | Protest |
| Tarquinio Provini | Benelli | Protest |
| Mistuo Itoh       | Suzuki  | Protest |

| Coureur          | Merk   | Oorzaak    |
| ---------------- | ------ | ---------- |
| Mike Duff        | Yamaha |            |
| Luigi Taveri     | Honda  | Teambeleid |
| Stanislav Malina | CZ     | Oostblok   |
| Wolfgang Gast    | MZ     | Oostblok   |
| Ralph Bryans     | Honda  | Teambeleid |
| Tommy Robb       | Yamaha |            |
| Isamu Kasuya     | Honda  | Teambeleid |
| Bruce Beale      | Honda  | Teambeleid |
| Jim Redman       | Honda  | Teambeleid |

| Coureur          | Merk      |
| ---------------- | --------- |
| Ernst Weiss      | Honda     |
| Jorge Sirera     | Montesa   |
| Roger Mailles    | Morini    |
| Clive Hunt       | Aermacchi |
| Mike Hailwood    | MZ        |
| Roy Boughey      | Yamaha    |
| Alberto Pagani   | Paton     |
| Giacomo Agostini | Morini    |
| Gilberto Milani  | Aermacchi |
| Hiroshi Hasegawa | Yamaha    |
| Hugh Anderson    | Suzuki    |

## 125cc-klasse
| Pos | Coureur              | Merk    | Tijd      | Pnt |
| --- | -------------------- | ------- | --------- | --- |
| 1   | Hugh Anderson        | Suzuki  | 44"08'0   | 8   |
| 2   | Mitsuo Itoh          | Suzuki  | + 10'0    | 6   |
| 3   | Bert Schneider       | Suzuki  | + 12'0    | 4   |
| 4   | Isao Morishita       | Suzuki  | + 14'0    | 3   |
| 5   | Jean-Pierre Beltoise | Bultaco | + 1 ronde | 2   |
| 6   | Gary Dickinson       | Honda   | + 1 ronde | 1   |
| 7   | L. Cowis             | Bultaco | + 1 ronde |     |
| 8   | J. Anzalone          | MotoBi  | +1 ronde  |     |

| Coureur      | Merk   | Oorzaak |
| ------------ | ------ | ------- |
| Frank Perris | Suzuki | Protest |
| Phil Read    | Yamaha | Protest |

| Coureur          | Merk   | Oorzaak    |
| ---------------- | ------ | ---------- |
| Luigi Taveri     | Honda  | Teambeleid |
| Stanislav Malina | CZ     | Oostblok   |
| Dieter Krumpholz | MZ     | Oostblok   |
| Friedhelm Kohlar | MZ     | Oostblok   |
| Heinz Rosner     | MZ     | Oostblok   |
| Klaus Enderlein  | MZ     | Oostblok   |
| Ernst Degner     | Suzuki | Blessure   |
| Ralph Bryans     | Honda  | Teambeleid |
| Bruce Beale      | Honda  | Teambeleid |
| Jim Redman       | Honda  | Teambeleid |

| Coureur             | Merk    |
| ------------------- | ------- |
| Roland Föll         | Honda   |
| Peter Eser          | Honda   |
| Richard Thomas      | Honda   |
| Walter Scheimann    | Honda   |
| Ramón Torras        | Bultaco |
| Chris Vincent       | Honda   |
| Rex Avery           | EMC     |
| Akiyasu Motohashi   | Yamaha  |
| Hironori Matsushima | Yamaha  |
| Teisuke Tanaka      | Suzuki  |
| Yoshimi Katayama    | Suzuki  |

## 50cc-klasse
| Pos | Nr. | Coureur              | Merk     | Ronden | Tijd      | Grid | Pnt |
| --- | --- | -------------------- | -------- | ------ | --------- | ---- | --- |
| 1   | 1   | Hugh Anderson        | Suzuki   | 13     | 30"38'0   | 4    | 8   |
| 2   | 4   | Isao Morishita       | Suzuki   | 13     | 30"48'0   | 2    | 6   |
| 3   | 5   | Mitsuo Itoh          | Suzuki   | 13     | 30"53'0   | 1    | 4   |
| 4   | 2   | Hans Georg Anscheidt | Kreidler | 13     | 31"41'0   | 5    | 3   |
| 5   | 10  | Jean-Pierre Beltoise | Kreidler | 12     | +1 ronde  | 6    | 2   |
| 6   |     | Lee Allen            | Ducati   | 8      | +5 ronden |      | 1   |

| Coureur           | Merk     | Oorzaak |
| ----------------- | -------- | ------- |
| Tarquinio Provini | Kreidler |         |

| Coureur         | Merk     | Oorzaak          |
| --------------- | -------- | ---------------- |
| Luigi Taveri    | Kreidler | Teambeleid Honda |
| Ralph Bryans    | Honda    | Teambeleid       |
| Naomi Taniguchi | Honda    | Teambeleid       |

| Coureur             | Merk     |
| ------------------- | -------- |
| Albert Beirle       | Kreidler |
| Peter Eser          | Honda    |
| Rudolf Kunz         | Kreidler |
| Ángel Nieto         | Derbi    |
| José Maria Busquets | Derbi    |
| Charlie Mates       | Honda    |
| Cees van Dongen     | Kreidler |

1961 · 1962 · 1963 · 1964 · 1965 · 1988 · 1989 · 1990 · 1991 · 1993 · 1994 · 2005 · 2006 · 2007 · 2008 · 2009 · 2010 · 2011 · 2012 · 2013